# Ядрове згладжування
Ядрове згладжування або згладження (англ. kernel smoother) — це статистичний метод оцінки дійснозначної функції {\displaystyle f:\mathbb {R} ^{p}\to \mathbb {R} } як середньозважене значення сусідніх спостережених точок. Ваги задаються ядром, так щоб найближчі точки отримали найвищі ваги. Оцінювана функція є гладкою, а рівень гладкості задається єдиним параметром. Ядрове згладжування є типом зваженого рухомого середнього.

## Означення
Нехай {\displaystyle K_{h_{\lambda }}(X_{0},X)} ядро, задане формулою
{\displaystyle K_{h_{\lambda }}(X_{0},X)=D\left({\frac {\left\|X-X_{0}\right\|}{h_{\lambda }(X_{0})}}\right)}
де:
- {\displaystyle X,X_{0}\in \mathbb {R} ^{p}}
- {\displaystyle \left\|\cdot \right\|} - евклідова норма
- {\displaystyle h_{\lambda }(X_{0})} - параметр (радіус ядра)
- D ( t ) зазвичай позитивна дійсна функція, значення якої зменшується (або не зростає) зі збільшенням відстані між X і X0 .

Популярні ядра, що використовуються для згладжування, включають параболічне (Епанечнікова), кубне та гауссове ядра.
Нехай {\displaystyle Y(X):\mathbb {R} ^{p}\to \mathbb {R} } - неперервною функцією від X. Для кожного {\displaystyle X_{0}\in \mathbb {R} ^{p}}, ядро-зважене середнє Надарая-Ватсона (згладжена оцінка Y(X)) визначається 
{\displaystyle {\hat {Y}}(X_{0})={\frac {\sum \limits _{i=1}^{N}{K_{h_{\lambda }}(X_{0},X_{i})Y(X_{i})}}{\sum \limits _{i=1}^{N}{K_{h_{\lambda }}(X_{0},X_{i})}}}}
де:
- N – кількість спостережуваних точок
- Y ( X i ) — спостереження в точках Xi .

Далі ми опишемо деякі окремі випадки ядрових згладжень.

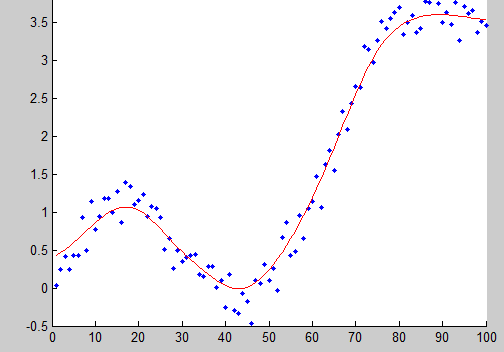
Приклад ядрового згладження Ґауса

## Ядрове згладження Ґауса
Ядро Ґауса є одним із найпоширеніших ядер і виражається за допомогою рівняння
{\displaystyle K(x^{*},x_{i})=\exp \left(-{\frac {(x^{*}-x_{i})^{2}}{2b^{2}}}\right)}
Тут b — масштаб довжини для вхідного простору.

## Ядрове згладження найближчих точок
Ідея ядрового згладження найближчого сусіда полягає в наступному. Для кожної точки X0 беремо m найближчих сусідів і оцінюємо значення Y(X0) шляхом усереднення значень цих сусідів.

Приклад ядрового згладження найближчих точок

Формально, {\displaystyle h_{m}(X_{0})=\left\|X_{0}-X_{[m]}\right\|,} де {\displaystyle X_{[m]}} є m-м найближчим до X0 сусідом, і
{\displaystyle D(t)={\begin{cases}1/m&{\text{if }}|t|\leq 1\\0&{\text{otherwise}}\end{cases}}}
Приклад ядрового згладження найближчих точок зображено на малюнку ліворуч. У цьому прикладі X є одновимірним. Для кожного X0, {\displaystyle {\hat {Y}}(X_{0})} є середнім значенням 16 найближчих до X0 точок (позначено червоним кольором). Результат недостатньо гладкий.

## Середньо ядрове згладження

Приклад середньо ядрового згладження

Ідея середньо ядрового згладження полягає в наступному. Для кожної точки даних X0 виберемо стале значення відстані λ (радіус ядра або ширину вікна для p = 1 вимір) і обчислимо зважене середнє для всіх точок даних, які ближче ніж {\displaystyle \lambda } до X0 (чим ближче до X0 точки тим більшу вагу вони отримають).
Формально, {\displaystyle h_{\lambda }(X_{0})=\lambda ={\text{constant}},} а D(t) — одне з популярних ядер.
Наприклад середньо ядрового згладження зображено на малюнку праворуч. Для кожного X0 ширина вікна стала, а вага кожної точки у вікні схематично позначена жовтою тінню на графіку. Видно, що оцінка плавна, але граничні точки зміщені. Причиною цього є неоднакова кількість точок (справа і зліва до X0 ) у вікні, коли X0 знаходиться досить близько до межі.

## Локальна лінійна регресія
У двох попередніх розділах закладалось, що базова функція Y(X) локально константа, що давало змогу використовувати середньозважене значення оцінки. Ідея локальної лінійної регресії полягає в тому, що функція локально відповідає прямій лінії (чи гіперплощині у випадку вищих порядків), а не константі (горизонтальній лінії). Після підгонки лінії оцінка {\displaystyle {\hat {Y}}(X_{0})} визначається значенням цієї лінії в точці X0. Повторюючи цю процедуру для кожного X0, можна отримати оцінку-функцію {\displaystyle {\hat {Y}}(X)}. Як і в розділі вище ширина вікна постійна {\displaystyle h_{\lambda }(X_{0})=\lambda ={\text{constant}}.} Формально локальна лінійна регресія обчислюється шляхом оптимізації зваженої задачі найменшого квадрата.
У одновимірному випадку ( p = 1):
{\displaystyle {\begin{aligned}&\min _{\alpha (X_{0}),\beta (X_{0})}\sum \limits _{i=1}^{N}{K_{h_{\lambda }}(X_{0},X_{i})\left(Y(X_{i})-\alpha (X_{0})-\beta (X_{0})X_{i}\right)^{2}}\\&\,\,\,\,\,\,\,\,\,\,\,\,\,\,\,\,\,\,\,\,\,\,\,\,\,\,\,\,\,\,\,\,\,\,\,\,\,\,\,\,\,\,\,\,\,\,\,\,\,\Downarrow \\&\,\,\,\,\,\,\,\,\,\,\,\,\,\,\,\,\,\,\,\,\,\,\,\,\,{\hat {Y}}(X_{0})=\alpha (X_{0})+\beta (X_{0})X_{0}\\\end{aligned}}}
Розв'язок у вигляді формули:
{\displaystyle {\hat {Y}}(X_{0})=\left(1,X_{0}\right)\left(B^{T}W(X_{0})B\right)^{-1}B^{T}W(X_{0})y}
де:
- {\displaystyle y=\left(Y(X_{1}),\dots ,Y(X_{N})\right)^{T}}
- {\displaystyle W(X_{0})=\operatorname {diag} \left(K_{h_{\lambda }}(X_{0},X_{i})\right)_{N\times N}}
- {\displaystyle B^{T}=\left({\begin{matrix}1&1&\dots &1\\X_{1}&X_{2}&\dots &X_{N}\\\end{matrix}}\right)}

Візуалізація локальна лінійної регресії

На рисунку наведена візуалізація локальної лінійної регресії. Отримана функція є гладкою, і проблема зі зміщеними граничними точками не настільки кричуща.
Локальну лінійну регресію можна застосувати у будь-якому просторі, хоча питання про те, що таке локальне сусідство ускладнюється. Зазвичай використовують k найближчих тренувальних точок до тестової точки, щоб відповідати локальній лінійній регресії. Це може призвести до великої дисперсії встановленої функції. Щоб обмежити дисперсію, набір навчальних точок повинен містити тестову точку у своїй опуклій оболонці (див. посилання на Gupta et al.).

## Локальна поліноміальна регресія
Замість підгонки локально лінійних функцій можна допасувати поліноміальні функції.
Для p=1 слід розв'язати задачу мінімізації:
{\displaystyle {\underset {\alpha (X_{0}),\beta _{j}(X_{0}),j=1,...,d}{\mathop {\min } }}\,\sum \limits _{i=1}^{N}{K_{h_{\lambda }}(X_{0},X_{i})\left(Y(X_{i})-\alpha (X_{0})-\sum \limits _{j=1}^{d}{\beta _{j}(X_{0})X_{i}^{j}}\right)^{2}}}
з {\displaystyle {\hat {Y}}(X_{0})=\alpha (X_{0})+\sum \limits _{j=1}^{d}{\beta _{j}(X_{0})X_{0}^{j}}}
У загальному випадку (p>1) слід мінімізувати:
{\displaystyle {\begin{aligned}&{\hat {\beta }}(X_{0})={\underset {\beta (X_{0})}{\mathop {\arg \min } }}\,\sum \limits _{i=1}^{N}{K_{h_{\lambda }}(X_{0},X_{i})\left(Y(X_{i})-b(X_{i})^{T}\beta (X_{0})\right)}^{2}\\&b(X)=\left({\begin{matrix}1,&X_{1},&X_{2},...&X_{1}^{2},&X_{2}^{2},...&X_{1}X_{2}\,\,\,...\\\end{matrix}}\right)\\&{\hat {Y}}(X_{0})=b(X_{0})^{T}{\hat {\beta }}(X_{0})\\\end{aligned}}}